# Cá cúi
Cá cúi, hay đu-gông, bò biển, cá nàng tiên (tên khoa học là Dugong dugon) là một động vật ở vùng cận duyên biển nhiệt đới. 
Cá cúi là loài bò biển duy nhất mà phạm vi phân bố của chúng trải dài trên vùng biển của khoảng 40 quốc gia và vùng lãnh thổ trên khắp Ấn-Tây Thái Bình Dương. Cá cúi chủ yếu phụ thuộc vào các quần xã cỏ biển để sinh sống và do đó bị hạn chế ở trong các sinh cảnh ven biển hỗ trợ các đồng cỏ biển, với mật độ cá cúi lớn nhất thường xuất hiện ở các khu vực rộng, nông, được bảo vệ như vịnh, kênh ngập mặn, vùng nước của các đảo lớn ven bờ và vùng nước liên rạn san hô. Vùng biển phía bắc của Úc nằm giữa vịnh Shark và vịnh Moreton được cho là thành trì đương thời của cá cúi.
Giống như tất cả các loài bò biển hiện đại, cá cúi có cơ thể hình tròn không có vây lưng hoặc chi sau. Các chi trước hoặc chân chèo có dạng mái chèo. Cá cúi dễ dàng phân biệt với loài lợn biển bởi chiếc đuôi có lông giống cá heo, nhưng cũng sở hữu hộp sọ và hàm răng độc đáo. Mõm của chúng hếch hẳn xuống, một sự thích nghi để kiếm ăn trong các cộng đồng cỏ biển sinh vật đáy. Răng hàm đơn giản và giống như cái chốt không giống như răng hàm phức tạp hơn của lợn biển.
Từ hàng ngàn năm qua, cá cúi đã bị săn bắt để lấy thịt và lấy dầu. Nạn săn bắn truyền thống vẫn có ý nghĩa văn hóa lớn ở một số quốc gia trong phạm vi phân bố hiện đại của chúng, đặc biệt là miền bắc Australia và các đảo Thái Bình Dương. Sự phân bố hiện tại của cá cúi khá phân mảnh và nhiều quần thể được cho là sắp tuyệt chủng. IUCN liệt kê cá cúi là loài dễ bị tuyệt chủng, trong khi công ước về buôn bán quốc tế các loài nguy cấp hạn chế hoặc cấm buôn bán các sản phẩm có nguồn gốc từ cá cúi. Mặc dù được bảo vệ hợp pháp ở nhiều quốc gia, nhưng nguyên nhân chính của sự suy giảm số lượng vẫn là do con người gây ra và bao gồm tử vong liên quan đến đánh bắt cá, suy thoái môi trường sống và săn bắn. Với tuổi thọ cao từ 70 năm trở lên và tốc độ sinh sản chậm, cá cúi đặc biệt dễ bị tuyệt chủng.

## Nhầm lẫn về tên gọi
Nhiều sách báo cho đến nay và các từ điển trước đây vẫn còn dùng tên gọi cá nược để chỉ loài cá cúi này. Tuy nhiên những tài liệu chuyên ngành định danh 2 loài khác nhau. Cá nược (Orcaella brevirostris) thuộc họ Cá heo [biển] Delphinidae. Tuy tiếng Việt gọi chúng là "cá" nhưng cá cúi thuộc loại động vật có vú. Tương truyền thì các thủy thủ phương Tây khi thấy loại cá cúi dưới nước tưởng chúng là người nên mới sinh ra truyền thuyết "người cá" hay "ngư nhân" thuở xưa. Bò biển là do dịch chữ Hán "海牛" (hải ngưu).

## Miêu tả
Cá cúi có thân hình con thoi. Đuôi dạng vây nằm ngang thay vì dọc đứng của loài cá. Chi trước có hình mái chèo, dùng để chuyển hướng khi bơi và cũng dùng để "bồng" con cho bú giống như người. Vì vậy thời xưa có khi gọi là người cá.
Da chúng dày, sắc xám, lông thưa, có lớp mỡ dày bao bọc toàn thân. Màu sắc của cá cúi có thể thay đổi do sự phát triển của tảo trên da. Phần đầu cá tương đối lớn so với tỷ lệ thân mình. Thị lực của cá cúi rất kém, nhưng khứu giác rất nhạy bén. Cơ thể được phủ một lớp lông ngắn thưa thớt, một đặc điểm phổ biến ở những con đực có thể cho phép chúng cảm nhận môi trường xung quanh. Môi chúng rất dày, lởm chởm râu cứng. Chúng dùng môi ngoạm lấy rong biển ở dưới đáy để ăn. Con đực đôi khi mọc răng dài tương tự như ngà. Chúng có hàm răng rộng và bằng phẳng, thích hợp cho việc ăn hải tảo và thủy tảo. Vì thức ăn thực vật thường kém chất bổ, loài cá cúi có hệ thống tiêu hóa rất dài để tận hấp thụ các chất dinh dưỡng.
Các thùy đuôi  và các chân chèo của cá cúi tương tự như của cá heo. Những thùy đuôi này được nâng lên và hạ xuống theo những nhịp dài để đưa con vật tiến về phía trước, và có thể xoắn lại để quay. Các chi trước là chân chèo giống mái chèo hỗ trợ quay và làm chậm. Cá cúi thiếu móng trên chân chèo, chỉ bằng 15% chiều dài cơ thể của cá cúi.
Não của cá cúi có cân nặng tối đa 300 g, khoảng 0,1% trọng lượng cơ thể. Với cặp mắt rất nhỏ, Cá cúi có thị lực hạn chế, nhưng thính giác nhạy bén trong ngưỡng âm thanh hẹp. Tai của chúng, thiếu loa tai, nằm ở hai bên đầu. Lỗ mũi nằm trên đỉnh đầu và có thể đóng lại bằng van. Bò biển có hai núm vú, một cái nằm phía sau mỗi chân chèo. Có rất ít sự khác biệt giữa con đực và con cái; cấu trúc cơ thể gần như giống nhau. Tinh hoàn của con đực không nằm ở bên ngoài và sự khác biệt chính giữa nam và nữ là vị trí của lỗ bộ phận sinh dục liên quan đến rốn và hậu môn. Phổi của cá cúi rất dài, kéo dài gần bằng thận, chúng cũng rất dài để có thể chống chọi với môi trường nước mặn. Nếu cá cúi bị thương, máu của sẽ bị đông nhanh chóng.
Xương sọ của cá cúi độc đáo. Hộp sọ được mở rộng với xương cửa quay ngoắt xuống, ở con đực độ cong gắt hơn ở con cái. Cột sống có từ 57 đến 60 đốt sống. Không giống như ở lợn biển, răng của cá cúi không liên tục mọc lại thông qua sự thay thế răng ngang. Bò biển có hai răng cửa bên (như ngà) xuất hiện ở con đực trong tuổi dậy thì. Những chiếc ngà của con cái tiếp tục phát triển mà không nổi lên trong tuổi dậy thì, đôi khi nó mọc ra sau đó trong cuộc đời sau khi chạm đến đáy của răng tiền hàm. Số lượng nhóm lớp sinh trưởng trong một chiếc ngà cho biết tuổi của cá cúi, và răng hàm tiến lên phía trước theo tuổi tác. Công thức răng đầy đủ của cá cúi là {\displaystyle {\tfrac {2.0.3.3}{3.1.3.3}}}, nghĩa là chúng có hai răng cửa, ba răng tiền hàm và ba răng hàm ở mỗi bên của hàm trên, và ba răng cửa, một răng nanh, ba răng tiền hàm và ba răng hàm ở mỗi bên của hàm dưới. Giống như các loài bò biển khác, cá cúi trải qua pachyostosis, một tình trạng trong đó xương sườn và các xương dài khác rắn một cách bất thường và chứa ít hoặc không có tủy xương. Những bộ xương nặng nề này, là một trong những loại xương dày đặc nhất trong giới động vật, có thể hoạt động như một két nước dằn tàu để giúp cá cúi lơ lửng dưới mặt nước một chút.
Chiều dài thân cá thể trưởng thành hiếm khi vượt quá 3 m. Một cá thể dài này ước tính cân nặng khoảng 420 kg. Cân nặng ở cá thể trưởng thành cao hơn 250 kilôgam (551 lb) và thấp hơn 900 kilôgam (1.984 lb). Cá thể lớn nhất ghi nhận được có chiều dài 4,06 m và cân nặng lên đến 1016 kg, và được tìm thấy ngoài khơi bờ biển Saurashtra phía tây Ấn Độ. Con cái có xu hướng lớn hơn con đực.

## Sinh sản
Cá cúi cái thành thục sinh sản ở độ tuổi khoảng tuổi 8-18, muộn hơn phần lớn động vật có vú khác. Thời kỳ thai nghén là 13-15 tháng, tiếp theo là 14-18 tháng bú mớm. Vì thời gian nuôi con khá lâu, tốc độ sinh sản của cá cúi khá thấp. Trung bình thì 2,5 đến 7 năm cá cúi mới đẻ một lứa.

## Phân bố
Loài này phân bố chủ yếu ở các vùng ven biển cận duyên nhiệt đới và bán nhiệt đới từ Ấn Độ Dương sang Thái Bình Dương, bao trùm 37 quốc gia. Vĩ tuyến 26 bắc và nam thường được coi là giới hạn của cá cúi. Eo biển Torres ở Úc châu là địa bàn tập trung của hơn 10.000 con cá cúi sinh sống.

### Việt Nam
Tại Việt Nam cá cúi được tìm thấy ở vùng biển Côn Đảo (khoảng 30 con) và Phú Quốc., những nơi trước đây có nhiều cá cúi. Từ cuối thập niên 1990 vì môi trường bị ô nhiễm nhóm cá cúi ở Côn Đảo bị đe dọa và số cá cúi đã giảm. Sang đầu thập niên 2000 vùng Côn Đảo còn khoảng 10 con và Phú Quốc còn dưới 100 con. Mãi đến năm 2002 nhà chức trách tỉnh Kiên Giang mới thi hành lệnh cấm săn bắt cá cúi.Côn Đảo hiện là địa điểm duy nhất ở Việt Nam thường xuyên nhìn thấy cá cúi, được bảo vệ trong vườn quốc gia Côn Đảo.
Cá cúi bị đe dọa bởi nạn săn bắn vì thịt cá cúi có tiếng là ngon. Vì chúng bơi rất chậm, cá cúi dễ bị sa lưới. Ngoài ra cặp nanh của cá cúi với cấu trúc giống ngà voi nên cũng gây ra thị trường buôn nanh khiến chúng bị săn bắt.

## Tầm quan trọng đối với con người
Bò biển trong lịch sử đã từng là mục tiêu dễ dàng cho những thợ săn bắt chúng để lấy thịt, dầu, da và xương. Như nhà nhân chủng học A. Asbjørn Jøn đã lưu ý, chúng thường được coi là nguồn cảm hứng cho nàng tiên cá, và mọi người trên khắp thế giới đã phát triển các nền văn hóa xung quanh việc săn bắt cá cúi. Ở một số khu vực, nó vẫn là một loài động vật có ý nghĩa quan trọng, và một ngành du lịch sinh thái đang phát triển xung quanh cá cúi đã mang lại lợi ích kinh tế ở một số quốc gia.

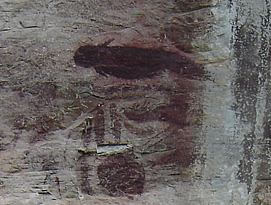
Bức vẽ tiền sử minh họa một con cá cúi - Hang Tambun, Perak, Malaysia

Có một bức tranh tường 5.000 năm tuổi về một con bò biển, dường như được vẽ bởi các dân tộc đồ đá mới, ở hang động Tambun, Ipoh, Malaysia. Điều này được phát hiện bởi Trung úy R.L Rawlings vào năm 1959 khi đang đi tuần tra định kỳ.
Cá cúi Dugongs nổi bật ở Đông Nam Á, đặc biệt là trong văn hóa dân gian người Nam Đảo. Trong các ngôn ngữ như Ilocano, Mapun, Yakan, Tausug và Kadazan Dusun của Philippines và Sabah, tên của cá cúi là từ đồng nghĩa với "nàng tiên cá". Trong tiếng Mã Lai, chúng đôi khi được gọi là perempoen laut ("người phụ nữ của biển cả") hoặc putri duyong ("công chúa cá cúi"), dẫn đến quan niệm sai lầm rằng bản thân từ "dugong" có nghĩa là "người phụ nữ của biển cả"... Một niềm tin phổ biến được tìm thấy ở Philippines, Malaysia, Indonesia và Thái Lan, cho rằng cá cúi vốn là người hoặc bán phần người (thường là phụ nữ) và chúng sẽ khóc khi bị giết thịt hoặc mắc cạn. Do đó, việc một con cá cúi bị giết hoặc vô tình bị chết trong lưới hoặc bị mắc trong bẫy cá bị coi là xui xẻo ở Philippines, một số vùng của Sabah (Malaysia) và phía bắc Sulawesi và quần đảo Sunda nhỏ (Indonesia). Bò biển chủ yếu không bị săn bắt theo truyền thống để làm thực phẩm ở những vùng này và chúng vẫn dồi dào cho đến khoảng thập niên 1970.

## Hình ảnh

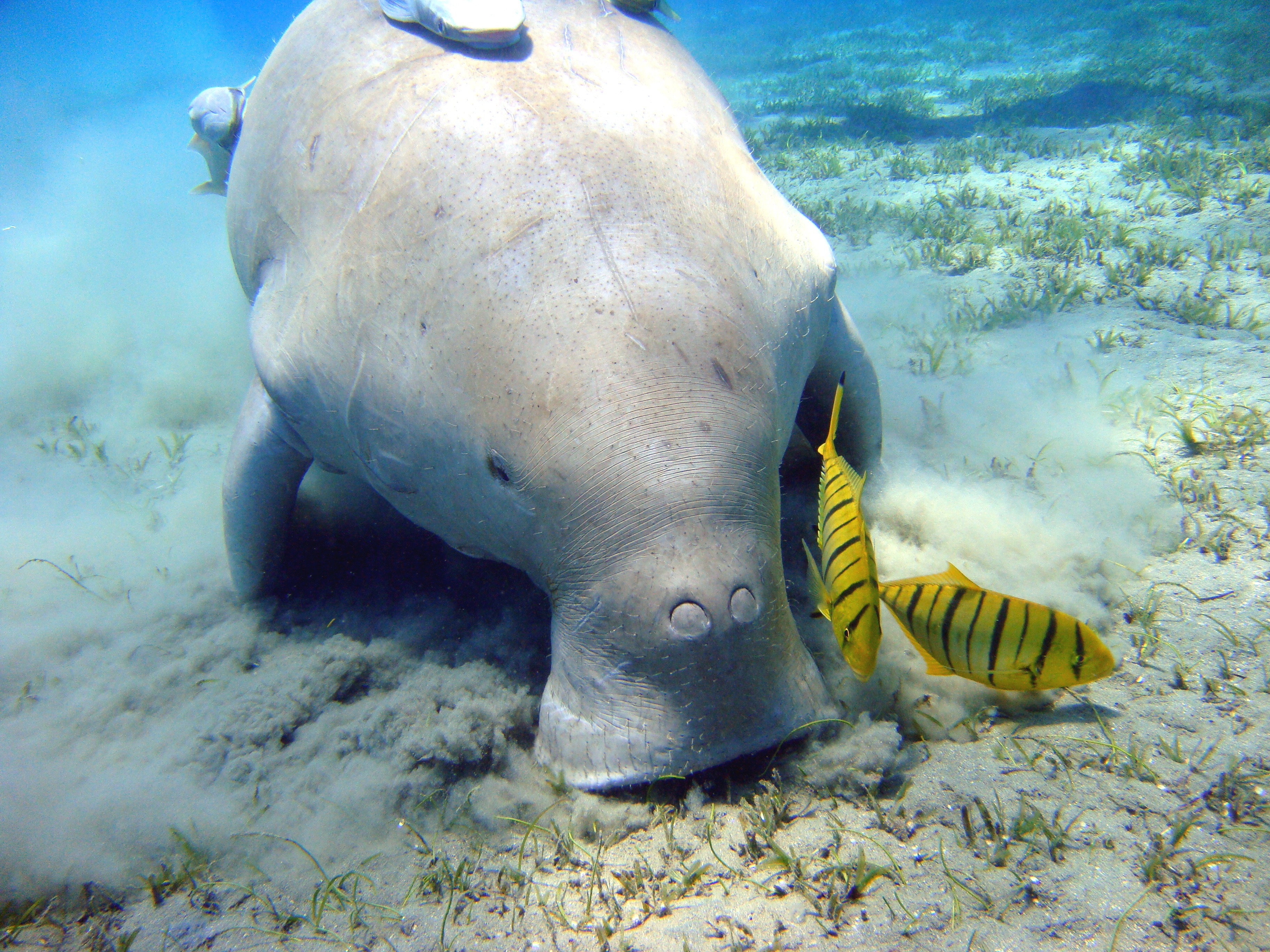
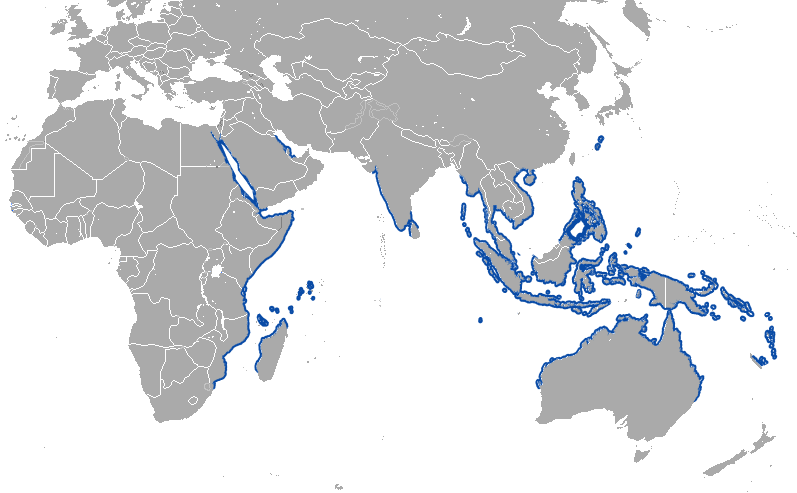
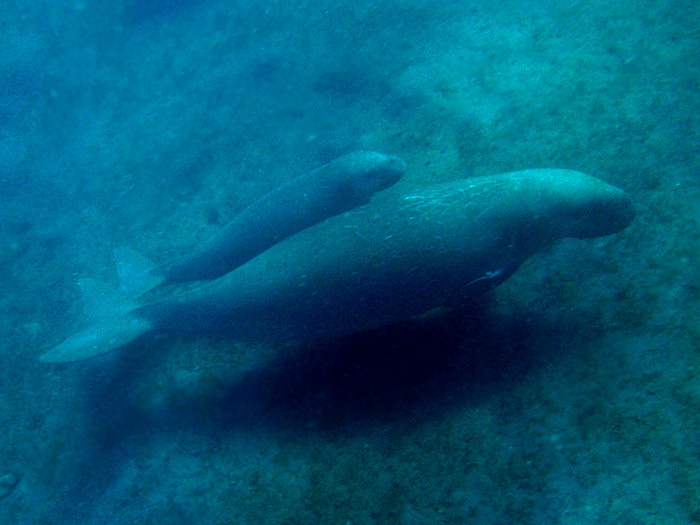
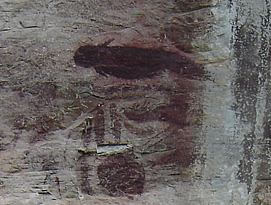